# 岸本望
岸本望（5月28日— ）是一位出生于神奈川縣相模原市 的日本女性声优 。曾经是寶塚歌劇團月组的成员之一 ，在宝塚歌剧团期间的艺名为篁祐希（Takamura Yūki）。
现所属于Mausu Promotion旗下 。

## 经历
2003年进入宝塚音乐学校就读。
退团后改名为岸本望并继续从事声优活动。

## 人物
- 兴趣与特长有钢琴演奏、声乐、日本舞踊、滑雪、游泳、绘画、视频编辑、劍玉等。[1]
- 会说关西方言。[1]

## 演出作品

### 电视动画
2017年
- 忍者乱太郎的宇宙大冒险 with Cosmic Front☆NEXT[1]

2019年
- 爱玩怪兽[1]
- 进击的巨人（黛娜·弗里茨[2]）
- 鑽石王牌 actII（女学生）[1]

2020年
- 聽我的電波吧[1]

2021年
- 歌劇少女！！（朱丽叶[3]、美月圭人[4][5]）

### 游戏
2014年
- 剑灵（サン・ミリョウ）[1]

2019年
- 幽灵行动：断点（ホームステッダー）[1]
- 賽馬娘 Pretty Derby（氣槽的母親）[1]
- 幻奏咖啡厅（追憶的使徒）[1]

2021年
- sin 七大罪 X-TASY（シャリマー）[1][6]

2023年
- 超偵探事件簿_霧雨謎宮 DLC「赫拉拉篇：Raining Cats & Dog」（泰特拉）

### 外语配音

##### 电影
- 阿姆斯特丹（麗茲·米金斯）[7]

## 外部連結
- 岸本望 |声優事務所 （页面存档备份，存于）
- 岸本望 （页面存档备份，存于）-Twitter